# دخله (روستا)
 دخله  به عربی ( الدَخلَة  )، روستایی است در دهستان بنو الَمَنبة از توابع استان استان صَنعاء در کشور یمن در شبه جزیره عربستان.

## جمعیت
جمعیت آن (۶۷) نفر (۵ خانوار) می‌باشد.